# Vahagn Jachaturián
Vahagn Garniki Jachaturián (en armenio: Վահագն Գառնիկի Խաչատուրյան; Sisian, RSS de Armenia, Unión Soviética  26 de julio de 1959) es un político armenio y  presidente de Armenia desde 2022. Anteriormente fue alcalde de Ereván de 1992 a 1996 y ministro de Industria de Alta Tecnología (2021-2022).
Fue miembro del Congreso Nacional Armenio (ANC) hasta su renuncia en 2017. Encabezó la lista del ANC en las elecciones del Ayuntamiento de Ereván de 2013,  y actualmente es independiente.

## Biografía
Vahagn Jachaturián nació el 26 de julio de 1959 en la localidad armenia de Sisian en la provincia de Syunik' . Se graduó como economista en el Instituto de Economía Nacional de Ereván en 1980.
Entre 1982 y 1989, trabajó en la empresa HrazdanMash (Producción instrumental de Hrazdan). De 1989 a 1992 fue director general adjunto de la Fábrica “Marte”. De 1990 a 1996 fue miembro del Ayuntamiento de Ereván y entre 992 a 1996  fue alcalde de Ereván. Fue diputado en la Asamblea Nacional de Armenia de 1995 a 1999. De 1996 a 1998 fue asesor del presidente de Armenia, Levon Ter-Petrosián. En 2002 fue Vicepresidente del Centro de Ciencias Políticas, Jurídicas y Económicas. Fue nombrado Ministro de Industria de Alta Tecnología en agosto de 2021.
En enero de 2022, tras la renuncia del presidente de Armenia, Armén Sarkissian, el gobernante Partido del Contrato Civil nominó a Jachaturián para la presidencia. Fue elegido presidente por el parlamento armenio en la segunda ronda de votación. Fue investido presidente el 13 de marzo de 2022.